# Майдаржавын Ганзориг
Майдаржавы́н Ганзори́г (Ганхуя́г; монг. Майдаржавын Ганхуяг род. 5 февраля 1949, Цэцэрлэг, МНР — 4 июля 2021, Улан-Батор)  — монгольский космонавт-дублёр. Герой Труда Монгольской Народной Республики (2011).

## Биография
Родился 5 февраля 1949 года, в городе Цэцэрлэг в Арахангайском аймаке Монголии. До своего отбора в качестве кандидата в космонавты носил имя Ганхуяг, которое было изменено по настоянию советской стороны из-за неблагозвучности в русской речи.

### Образование
Окончил 10-летнюю школу в Цэцерлеге, в 1969 году поступил и в феврале 1975 года окончил Киевский политехнический институт, получив диплом инженера-термодинамика. С 1975 по 1978 год работал инженером по автоматизации на первой электростанции в Улан-Баторе. С 1977 года учился и в 1978 году окончил Монгольский физико-технологический институт.

### Подготовка к полёту
После отбора в качестве кандидата в космонавты в январе 1978 года был призван на действительную военную службу. Стал одним из четырёх отобранных кандидатов-финалистов, отправленных в конце января 1978 года на обследование в ЦВНИАГ в Москву. В марте 1978 года решением специальной комиссии был отобран одним из двух кандидатов от МНР для космического полёта по программе сотрудничества социалистических стран «Интеркосмос» и тогда же начал подготовку к полёту в Центре подготовки космонавтов имени Ю. А. Гагарина. В октябре того же года был назначен в дублирующий экипаж корабля «Союз-39» вместе с В. А. Ляховым. Прошёл полный курс подготовки к полётам на космических кораблях типа «Союз» и орбитальной станции (ОС) «Салют-6».
Был дублёром первого монгольского космонавта Жугдэрдэмидийна Гуррагчи. Опыта космических полётов не имел.

### После завершения советско-монгольского полёта
С 1981 по 1984 год работал над кандидатской диссертацией в Институте космических исследований в Москве. После успешной защиты в 1984 году ему была присвоена учёная степень кандидата технических наук.
С 1984 по 1990 год — руководитель научно-методической лаборатории обработки аэрокосмической информации в Монгольском физико-технологическом институте. С 1990 года являлся директором Института информатики и дистанционного зондирования (Institute of Informatics and Remote Sensing) Академии наук Монголии. С 2014 года — ведущий научный сотрудник и руководитель темы института. Доктор технических наук, профессор. Автор и соавтор статей в ряде международных научных журналов.

## Награды
- Герой Труда Монгольской Народной Республики (22 марта 2011 года) — по случаю 30-летнего юбилея полёта советско-монгольского экипажа[2].
- Орден Сухэ-Батора.
- Орден Дружбы (17 марта 2001 года, Россия) — за большой вклад в укрепление дружбы и сотрудничества между народами Российской Федерации и Монголии[3].
- Медаль «За заслуги в освоении космоса» (18 июля 2011 года, Россия) — за большой вклад в укрепление российско-монгольского сотрудничества в области исследования космоса[4].

## Семья
Был женат, двое детей.

## Дополнительная информация
Особенностью отбора кандидатов на полёт в Монголии было то, что к нему были допущены не только гражданские, но и военные специалисты. В результате из 12 предложенных кандидатов для подготовки были отобраны кандидатуры:
- Даржаагийн Сурэнхорлоо
- Жугдэрдэмидийн Гуррагча
- Майдаржавын Ганзориг
- Санжаадамбын Сайнцог